# Evanescence
Evanescence este o formație rock americană din Little Rock, Arkansas, SUA, fondată în 1994 de Amy Lee și Ben Moody. După ce au câștigat atenția publicului din Little Rock, înregistrând cu ajutorul Bigwig Enterprises două EP-uri, și un CD demo Origin, au semnat în 2003 un contract cu Wind-Up. Așa a apărut Fallen, primul album, care s-a vândut în peste 15 milioane de exemplare în întreaga lume și datorită căruia formația câștigă 2 premii Grammy. Un an mai târziu, Evanescence realizează primul lor album live, Anywhere But Home, vândut în peste un milion de exemplare, iar în 2006, e lansat cel de al doilea album, The Open Door, vândut în peste 5 milioane de exemplare.
Formația a suferit schimbări în componență de mai multe ori. În 2003, pleacă cofondatorul Ben Moody, iar în 2007, chitaristul John LeCompt și toboșarul Rocky Gray. În prezent, Amy Lee este singurul membru original al formației. Ultimele două modificări au dus la o pauză, în care la spectacolele din turneu au contribuit membrii temporari ai trupei. În iunie 2009, Amy Lee a postat pe site-ul oficial Evanescence că trupa lucrează la cel de-al treilea album.

## Istoria formației

### Începutul
Evanescence a fost fondată de solista și pianista Amy Lee și de chitaristul Ben Moody. În 1994, cei doi s-au întâlnit în Little Rock, Arkansas, unde Moody a auzit-o pe Amy cântând „I'd Do Anything for Love (But I Won't Do That)” de Meat Loaf la pian. Primele lor cântece au fost „Solitude” și „Give Unto Me”, scrise de Lee, și „Understanding” și „My Immortal”, scrise de Moody. Două dintre cântecele lor au fost difuzate la un post de radio local. Formația apare live, câștigă câteva premii și devine una din cele mai apreciate din zonă. După câteva denumiri de formație, precum Childish Intentions și Stricken, ei au ales Evanescence (în limba română evaporare, dispariție, estompare). Solistei a început să-i placă numele deoarece „e misterios și lasă o imagine în mintea ascultătorilor”.

Logo-ul formației

Primul demo, Origin (lansat în 2000), este relativ necunoscut. Formația a realizat, de asemenea, două EP-uri. Primul, intitulat Evanescence EP (1998), a fost realizat în doar 100 de exemplare, iar cel de-al doilea, Sound Asleep EP, cunoscut și ca Whisper EP (1999) doar în 50 de exemplare. Origin și EP-urile conțin versiunile demo ale unor piese de pe primul album Fallen. De exemplu, înregistrarea „My Immortal” găsită pe Fallen poate fi găsită și pe Origin, fără câteva elemente de acompaniament. Au fost produse doar 2.550 de exemplare ale acestei înregistrări; Lee și Moody își încurajează fanii să descarce cântecele vechi ale formației de pe Internet.

### Fallen
În 2003, John LeCompt, Rocky Gray și William Boyd s-au alăturat lui Ben Moody și Amy Lee, toți lucrând la piesele Evanescence anterioare. Evanescence semnează un contract cu casa de discuri Wind-Up, și începe să lucreze la următorul album, Fallen. În timp ce căutau să promoveze acest album, compania de jocuri video Nintendo oferă formației șansa să participe la „Nintendo Fusion Tour”. Evanescence acceptă oferta și devine una din formațiile pentru Turneul Fusion 2003.
Fallen a petrecut 43 săptămâni în Billboard Top 10, a câștigat de 6 ori premiul Platinum și a fost vândut în peste 15 milioane de exemplare în toată lumea., cu 6.6 milioane de exemplare în SUA. Albumul a fost 105 săptămâni în Billboard Top 200 și a fost unul dintre cele opt albume care au stat un an întreg (52 săptămâni) în Billboard Top 50.
Single-ul de debut al formației Evanescence, „Bring Me To Life”, în care figurează Paul McCoy de la 12 Stones, a fost un hit global al formației și a atins poziția 5 în American Billboard Hot 100. Single-ul a condus formația spre primul loc în Anglia, unde a stat 4 săptămâni din iunie-iulie 2003. De asemenea cântecul a devenit oficial pentru WWE No Way Out. La fel de apreciat, „My immortal” ajunge pe poziția 7 în SUA și în topurile din Anglia, și ambele piese figurează pe coloana sonoră a filmului de acțiune Daredevil. La Grammy Awards 2004, formația câștigă la Best Hard Rock Performance și Best New Artist awards și a fost nominalizată la alte două categorii. Alte două single de pe Fallen sunt „Going Under” (poziția 5 în US Modern Rock Tracks, și poziția 8 în Clasamentul Anglia) și „Everybody's Fool” (poziția 36 în US Modern Rock Tracks și poziția 23 în Clasamentul Anglia); ambele fiind promovate cu cate un videoclip.

### Anywhere But Home

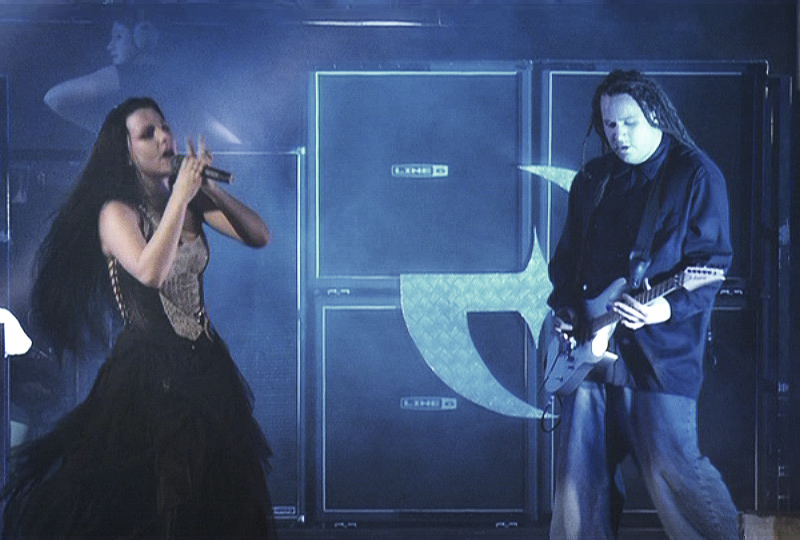
Evanescence la concertul din Paris, ce apare pe Anywhere But Home.

În 2004, noua componență a formației Evanescence realizează un DVD/CD intitulat Anywhere But home. DVD-ul include un concert din Paris, fragmente din viața formației din afara concertelor, filmări din culise, încălzindu-se și semnând autografe. CD-ul conține și un cântec nerealizat intitulat „Missing”, care a fost realizat ca single ce a fost pe #1 în Spania. Pe CD mai sunt și variantele live ale cântecelor „Breathe No More” (varianta albumului fiind din filmul Elektra), „Farther Away”, și „Thoughtless” (preluare de la Korn).

### The Open Door

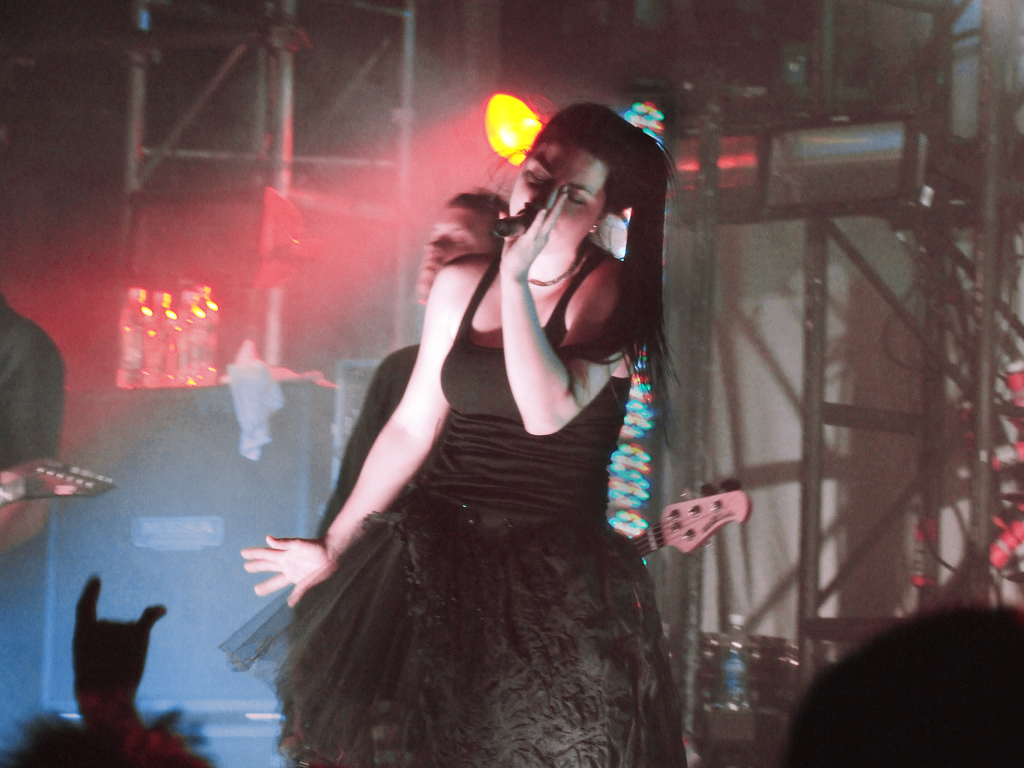
Evanescence, la un concert din 2006.

The Open Door este al doilea album al formației Evanescence. Pentru a-l promova, Amy Lee și John LeCompt au vizitat mai multe orașe din Europa. Avanpremiera a avut loc la Londra pe 6 septembrie 2006; pe 8 septembrie 2006 în Barcelona; și Paris pe 11 septembrie 2006. Acolo, fanii au avut ocazia să câștige diferite competiții, au putut pune întrebări formației, iar Lee și LeCompt au prezentat variantele acustice ale pieselor de pe album înainte de a participa la o sesiune de autografe. Pe 2 octombrie 2006, cu o zi înaintea realizării albumului în SUA, Evanescence apare la Late Night cu Conan O'Brien și lansează viitorul single de succes „Call Me When You're Sober”. Formația a participat la o conferință de presă și au făcut poze pentru magazinul Metal Edge. Al doilea proiect de studio de treisprezece piese a fost realizat pe 25 septembrie, 2006 în Polonia, 27 septembrie, 2006 în Japonia, 29 septembrie în Irlanda, 30 septembrie, 2006 în Australia și Italia și pe 2 octombrie, 2006 în celelalte țări ale Europei, 3 octombrie, 2006 în America de Nord, și pe 4 octombrie, 2006 în Argentina.
Albumul a fost vândut în 447000 de exemplare în SUA în prima săptămână și a primit primul #1 în Billboard 200 album chart, devenind al 700-lea debut în istoria BillBoard.
Albumul a progresat încet din mai multe motive, incluzând dorința lui Amy Lee de a mări procesul creativ și de a nu repezi producția, lovitura chitaristului Terry Balsamo, alte proiecte ale membrilor formației și controversa care înconjura plecarea fostului director. Amy Lee a anunțat pe Evboard că noul album va fi terminat în martie 2006, dar data realizării a fost 3 octombrie 2006, deoarece Wind-up Records au de făcut câteva schimbări viitorului single „Call Me When You're Sober”, care a debutat la radio pe 7 august 2006. Videoclipul pentru ”Call Me When You're Sober” a fost filmat în Los Angeles și e bazat pe basmul Scufița Roșie. The Open Door devine disponibil pentru comandă pe iTunes pe 15 august 2006. Videoclipul Call Me When You're Sober era și el disponibil.

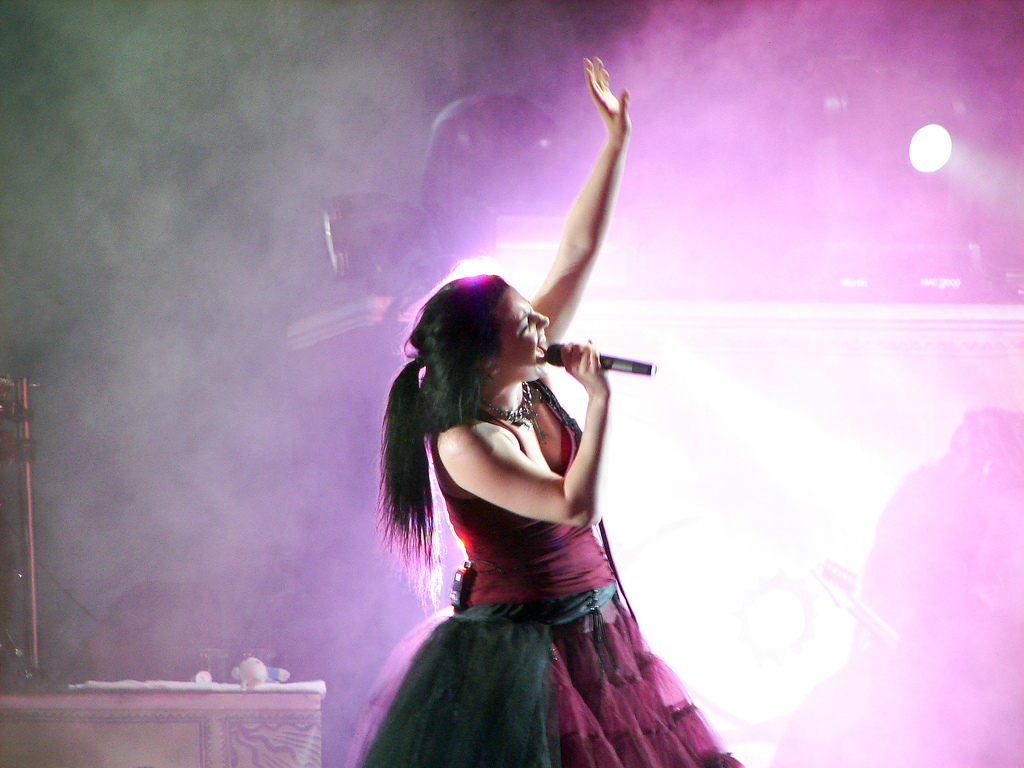
Amy Lee în 2007

Amy Lee a confirmat că a scris o piesă pentru filmul The Chronicles of Narnia: The Lion, the Witch and the Wardrobe realizat de Disney, dar a fost respins deoarece sunetul era prea sumbru. Amy a spus că era doar „mai mult material minunat pentru album”.. 55 de secunde din această melodie au fost folosite la începutul piesei Good Enough. Alt cântec care a fost compus pentru film a fost inspirat de Mozart: „Lacrymosa”.
Turneul a început pe 5 octombrie 2006 în Toronto și a inclus concerte în Canada, SUA și Europa pe parcursul acelui an. A continuat pe 5 ianuarie 2007 și a inclus concerte în Canada (cu Stone Sour), Japonia și Australia (cu Shihad). Apoi formația s-a întors în SUA pentru al doilea turneu (cu Chevelle și Finger Eleven). În cadrul acestui turneu, Evanescence a participat pe 15 aprilie 2007 la festivalul argentinian Quilmes Rock 07 alături de Aerosmith, Velvet Revolver și alte formații locale. De asemenea, împreună cu Korn și alte formații, au participat la Family Values Tour 2007. Formația a încheiat turneul european cu un concert în Ra'anana, Israel, pe 26 iunie 2007.

### Schimbări în componență

#### Plecarea lui Moody, înlocuit de Balsamo
La 22 octombrie 2003, Moody părăsește formația în timpului turului European pentru Fallen, cauza fiind diferențele creative. . Într-un interviu de peste câteva luni, Amy Lee a declarat: „...am ajuns în așa punct, încât dacă nu am fi schimbat ceva, nu am fi putut realiza al doilea album”. Mulți au rămas uimiți, pentru că pe coperta albumului Fallen Amy și Ben spuneau ca sunt cei mai buni prieteni. Apoi, Lee a afirmat ca Ben a plecat din cauza tensiunii create în formație.. Moody a fost înlocuit de Terry Balsamo de la Cold.

#### Plecarea lui Boyd, înlocuit de McCord
La 14 iulie 2006, purtătorul de cuvânt al casei de discuri a formației confirmă că William Boyd a părăsit formația pentru că „nu mai vrea să meargă în alt turneu” și vrea „să fie mai aproape de familia lui”. Oficial, Amy Lee a anunțat știrea pe forumul neoficial Evanescence EvBoard.com.. Într-un interviu pentru MTV, postat pe Site-ul Oficial la 10 august 2006, Lee anunță că Tim McCord, chitaristul formației Revolution Smile, îl va înlocui pe Will.

#### Plecarea lui Gray, LeCompt concediat

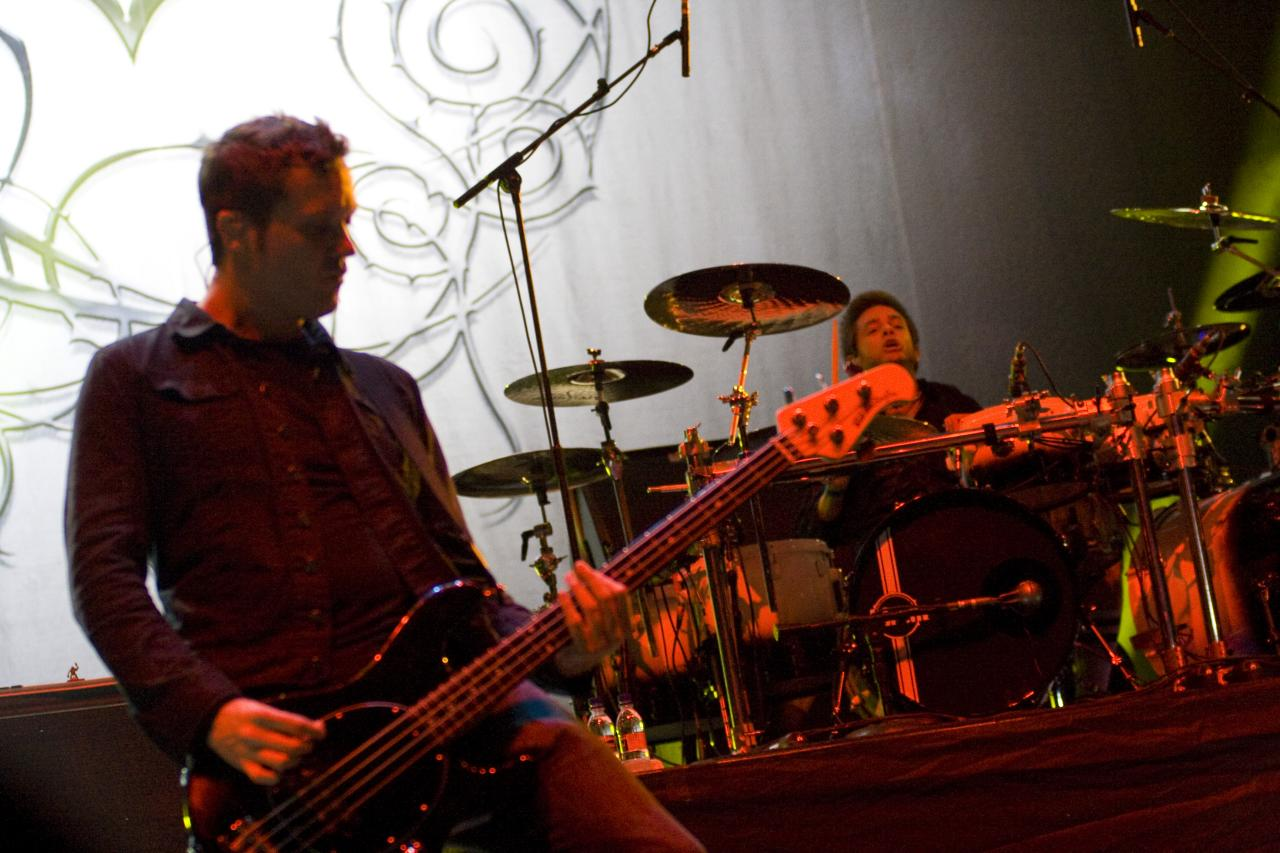
Evanescence la un concert la Maquinaria Festival în São Paulo, Brazilia, 8 noiembrie 2009

La 4 mai 2007, John LeCompt anunță că a fost concediat de la Evanescence, și a precizat faptul că Rocky Gray a decis să părăsească formația. Ambii muzicieni au postat pe paginile personale MySpace știrea, nici unul din ei neprecizând cauza plecării lor. O declarație a fost postată pe site-ul Evanescence pe 6 mai 2007 de formație care confirmă ruptura celor doi membri de formație.
Pe blogul de pe MySpace, LeCompt a declarat că Lee l-a sunat pentru a-l concedia, fără a fi avertizat anterior. Gray a declarat că a semnat un acord cu casa de discuri Wind-Up conform căruia îi este interzis să precizeze motivul plecării din formație. Pe site-ul oficial al formației, Lee a scris că formația a rămas în viață iar turneul nu va suferi modificări sau anulări. În curând va începe căutarea pentru ocuparea locurilor vacanțe din formație. Michelle, cumnata lui Rocky, a adăugat că Rocky a părăsit formația în ianuarie, dar a decis să rămână cu formația, până înainte de turneul din vară.
Pe 17 mai 2007, Wind-Up declară într-o conferință de presă că toboșarul Will Hunt și chitaristul Troy McLawhorn, doi membri Dark New Day, îi vor înlocui pe LeCompt și Gray. Amy Lee a scris pe EvThreads.com că Will și Troy sunt împrumutați până în septembrie, când turneul Family Values se va termina, însă ambii au continuat să însoțească formația în turneul The Open Door.

## Stilul muzical
"Suntem cu siguranță o formație rock, doar că muzica noastră este epică, dramatică, dark rock." 
Criticii variază în a califica Evanescence ca formație rock sau metal, dar majoritatea o identifică ca o trupă gothic: publicații ca The New York Times, Rough Guides, Rolling Stone și Blender au identificat Evanescence ca fiind formație gothic metal, în timp ce alte surse cum ar fi NME, MusicMight, IGN, PopMatters și Spin i-au definit ca pe o formație gothic rock. Evanescence a fost comparată cu o mulțime de formații din diferite genuri, printre care formații care au la bază nu metal ca P.O.D. și Linkin Park, formații gothic metal ca Lacuna Coil, și formații symphonic metal ca Nightwish și Within Temptation. David Browne de la Blender oferă o descriere pentru muzica elaborată de trupă ca fiind „goth creștin nu metal, cu o înclinație spre melancolic Enya.” Adrien Begrand de la Popmatters descrie formația Evanescence ca utilizează „riffage nu-metal”. Adrian Jackson de la My Dying Bride a declarat că „el simte că Evanescence face ceva similar cu propriul său grup gothic metal, doar că într-o direcție mai comercială”. Alte genuri și influențe folosite pentru a descrie sound-ul trupei includ industrial, alternative metal, progressive metal,, nu metal,  alternative rock, hard rock, electronica, post-grunge, chamber pop, și heavy metal. Site-ul oficial al trupei clasifică genul lor muzical, pur și simplu ca „rock”.
Evanescence a fost promovat inițial în magazinele creștine. Mai târziu, trupa a declarat că nu vrea să fie considerată parte a genului christian rock, cum ar fi colegii artiști ai Wind-up Records, Creed. Terry Hemmings, CEO la distributorul de muzică creștină Provident, și-a exprimat nedumerirea despre decizia trupei, spunând, „Ei au înțeles cu claritate că albumul va fi vândut în aceste canale de [muzică creștină].” După ce mai multe magazine creștine au început să elimine muzica trupei de la rafturile lor, președintele Wind-up Records, Alan Meltzer a emis un comunicat de presă în aprilie 2003, solicitând în mod oficial să se facă acest lucru. În 2006, Amy Lee a declarat pentru Billboard că ea s-a opus identificării ca „formație creștină” încă de la început.

## Membrii formației

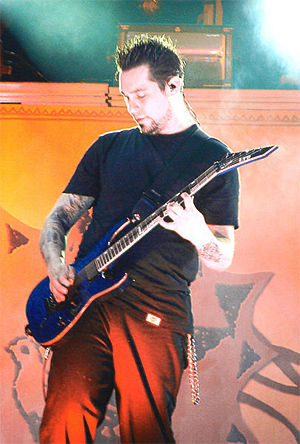
Fostul chitarist al formației, John LeCompt

### Membri actuali
- Amy Lee – lead vocal, pian, clape, harpă (1995–prezent)
- Jen Majura – chitară (2015–prezent)
- Tim McCord – bas (2006–prezent)
- Will Hunt – baterie (2010–prezent; membru live 2007)
- Troy McLawhorn – chitară ritmică (2011–prezent; membru live 2007)

### Foști membri
- Ben Moody - chitară (cofondator, 1995-2003)
- David Hodges - pian, clape, baterie, back vocal (1999-2002)
- Rocky Gray – baterie, percuție (2003–2007; membru live 2002–2003)
- John LeCompt – chitară ritmică, back vocal (2003–2007; membru live 2002–2003)
- Will Boyd – chitară bas (2003–2006)Terry Balsamo - chitară (2003–2015)
- Terry Balsamo – chitară (2003–2015)Terry Balsamo - chitară (2003–2015)

### Muzicieni de sesiune
- Francesco DiCosmo – chitară bas (2003; apare pe „Fallen”)
- Josh Freese – baterie, percuție (2003; apare pe „Fallen”)

## Discografie

### Discuri single
- Bring Me To Life (22 aprilie 2003)
- Going Under (septembrie 2003)
- My Immortal (23 decembrie 2003)
- Everybody's Fool (mai 2004)
- Call Me When You're Sober (15 septembrie 2006)
- Lithium (ianuarie 2007)
- Sweet Sacrifice (aprilie 2007)
- Good Enough (iunie 2007)[78]
- What You Want (2011)
- My Heart Is Broken (2011)
- Lost in Paradise (2012)
- Imperfection (2017)
- Hi-Lo (2018)
- The Chain (2019)
- Wasted on You (2020)
- The Game Is Over (2020)
- Use My Voice (2020)
- Yeah Right (2020)

### Apariții pe compilații
- RIM v.beta (piesa #8 - Understandings, 1998)
- We The Living, Vol. 3 (piesa #6 - Whisper, 2000)
- Automata Magazine 3.0 (piesa #2 - Whisper, 2001)
- Daredevil Soundtrack (piesa #9 - Bring Me To Life și piesa #17 - My Immortal, 2003)
- Elektra Soundtrack (piesa #8 - Breathe No More, 2005)

## Premii și nominalizări
| Anul                               | Categoria                                                                  | Piesa/Albumul               | Rezultatul   |
| ---------------------------------- | -------------------------------------------------------------------------- | --------------------------- | ------------ |
| Premiile American Music            |                                                                            |                             |              |
| 2004                               | Albumul Pop/Rock Favorit                                                   | „Fallen"                    | Nominalizare |
| 2004                               | Grupul/Trupa/Duetul Pop/Rock Favorit                                       |                             | Nominalizare |
| 2004                               | Artistul anului                                                            |                             | Nominalizare |
| Premiile ECHO, Germania            |                                                                            |                             |              |
| 2007                               | Artistul/Trupa de Rock/Alternativ Internațională a anului                  | „The Open Door"             | Nominalizare |
| Premiile Grammy'                   |                                                                            |                             |              |
| 2004                               | Cea mai bună piesă rock                                                    | „Bring Me to Life"          | Nominalizare |
| 2004                               | Cel mai bun album rock                                                     | „Fallen"                    | Nominalizare |
| 2004                               | Albumul anului                                                             | „Fallen"                    | Nominalizare |
| 2004                               | Cel mai bun artist nou                                                     | „Fallen                     | Câștigat     |
| 2004                               | Cea mai bună evoluție Hard Rock                                            | „Bring Me to Life"          | Câștigat     |
| 2005                               | Cea mai bună evoluție pop a unui duet sau a unei trupe                     | „My Immortal"               | Nominalizare |
| 2008                               | Cea mai bună evoluție Hard Rock                                            | „Sweet Sacrifice"           | Câștigat     |
| Premiile Kerang!                   |                                                                            |                             |              |
| 2003                               | Cel mai bun single                                                         | „Bring Me to Life"          | Nominalizare |
| 2004                               | Cel mai bun single                                                         | „Going Under"               | Nominalizare |
| Premiile International             |                                                                            |                             |              |
| 2003                               | Cel mai bun Alternative Rock Dance                                         | „Bring Me to Life"          | Nominalizare |
| Los Premios MTV                    |                                                                            |                             |              |
| 2007                               | Mejor Artista Rock Internacional (Cel mai bun artist rock - internațional) |                             | Câștigat     |
| Premiile MTV Australia Video Music |                                                                            |                             |              |
| 2007                               | Albumul anului                                                             | „The Open Door"             | Câștigat     |
| Premiile muzicale MTV Europe       |                                                                            |                             |              |
| 2006                               | Best Rock                                                                  |                             | Nominalizare |
| 2007                               | Rock Out                                                                   |                             | Nominalizare |
| Premiile MTV Video Music           |                                                                            |                             |              |
| 2003                               | Cel mai bun debut                                                          | „Bring Me To Life"          | Nominalizare |
| 2003                               | Cel mai bun videoclip rock                                                 | „Bring Me To Life"          | Nominalizare |
| 2004                               | Cel mai bun videoclip rock                                                 | „My Immortal"               | Nominalizare |
| Premiile MuchMusic Video           |                                                                            |                             |              |
| 2007                               | Cel mai bun videoclip internațional - trupă                                | „Call Me When You're Sober" | Nominalizare |
| 2007                               | Alegerea publicului: Trupa internațională preferată                        | „Call Me When You're Sober" | Nominalizare |
| Premiile muzicale NRJ              |                                                                            |                             |              |
| 2007                               | Cea mai bună trupă/Cel mai bun duet internațional al anului                |                             | Câștigat     |
| 2007                               | Cel mai bun album internațional al anului                                  | „The Open Door"             | Nominalizare |
| 2007                               | Videoclipul anului                                                         | „Call Me When You're Sober" | Nominalizare |
| Premiile radio NRJ                 |                                                                            |                             |              |
| 2004                               | Cel mai bun artist internațional                                           |                             | Câștigat     |
| Premiile Teen Choice               |                                                                            |                             |              |
| 2003                               | Alege trupa rock                                                           |                             | Câștigat     |
| 2004                               | Alege piesa rock                                                           | „Bring Me to Life"          | Câștigat     |
| Premiile World Music               |                                                                            |                             |              |
| 2004                               | Cel mai bun debut în Rock                                                  |                             | Câștigat     |